# عزمي بشارة
عزمي بشارة (مواليد الناصرة، 22 تموز 1956) مفكر وأكاديمي وكاتب سياسي وأديب فلسطيني من عرب 48، حاصل على درجة الدكتوراه في الفلسفة، وكان قائدًا للتجمع الوطني الديمقراطي وأحد أهم مؤسسيه في إسرائيل، كما كان نائبًا سابقًا عنه في الكنيست الإسرائيلي. يشغل حاليًا منصب مدير عام المركز العربي للأبحاث ودراسة السياسات.
كان أبرز الأعضاء العرب الذين يمثلون المواطنين الفلسطينيين في إسرائيل في البرلمان، وجرت عدة محاولات لنزع حصانته البرلمانية، وُجّهت له تهمة «مساعدة العدو في زمن الحرب» وكان المقصود دعم المقاومة اللبنانية خلال حرب لبنان 2006، كما وُجّهت له عدة مرّات تهمة رفض يهودية الدولة والتحريض على التظاهر خلال الانتفاضة الثانية.
عُرِف عزمي بشارة بإنتاجه الفكري الغزير وأبحاثه المرجعية في مجالات المجتمع المدني، ونظريات القومية وما أسماه «المسألة العربية»، والدّين والعلمانية، وعمله في تجديد الفكر العربي، وفي تحليله للمجتمع والدولة في إسرائيل؛ وكذلك عبر تأثيره في الفضاء العمومي العربي، ولا سيما إبّان الانتفاضة الثانية والحرب على لبنان والعدوان على غزة، وخلال الثورات العربية عامي 2011 و2012، وكذلك في التنظير للتحوّل الديمقراطي وحقوق المواطنة. وهو يستخدم الفلسفة في منهجه البحثي والتحليلي العابر للتخصّصات في العلوم الاجتماعية، وذلك في مقاربة القضايا المركّبة التي يعالجها في كتبه، مثل الحرية والعدالة والدّين والأسطورة والعلمانية والدولة والقومية والأمة والمجتمع المدني وغيرها.
بدأ حياته السياسية والنضالية مؤسّسًا للّجنة القُطرية للطلاب الثانويين العرب، التي انتخُب رئيسًا لها في المؤتمر الأول للطلاب الثانويين العرب يوم 6 أبريل عام 1974. كما أصبح من القيادات البارزة للحركة الطلابية العربية في الجامعات الإسرائيلية. ترشّح للكنيست لأوّل مرّة عام 1996، ونجح في أربع دورات انتخابية برلمانية متتالية، وبقي نائبًا في البرلمان حتى خروجه إلى المَنفى واستقالته منه عام 2007. ويُعدّ بشارة من أبرز المناهضين للصهيونية والمنتقدين لسياسة إسرائيل، ومن أوّل من دعى إلى مقاربتها باعتبارها دولة أبارتهايد (فصل عنصري) كولونيالي، ونظّر إلى «دولة لجميع مواطنيها» في مقابل «الدولة اليهودية». وقد تحصل على جائزة ابن رشد للفكر الحر في العام 2002، وتحصّل على جائزة حقوق الإنسان من مؤسسة Global Exchange في العام 2003.
يعيش عزمي بشارة حاليًا في قطر بعد خروجه من فلسطين عام 2007 وتنقّله في عدّة دول، ويدير حاليًا المركز العربي للأبحاث ودراسة السياسات الذي أسسه عام 2010، ويرأس مجلس أمناء معهد الدوحة للدراسات العليا. وقد أعلن عزمي بشارة اعتزاله العمل السياسي المباشر في بداية عام 2017 بهدف «التفرّغ للبحث والكتابة والإنتاج الفكري» كما قال. وتعرض لهجمات من الأنظمة العربية وبعض وسائل الإعلام التابعة لها لاتهامه بلعب دورٍ مهم أيام الربيع العربي، ولوقوفه في صفّ الشعوب العربيّة ضد أنظمتها.

## فكره

### المجتمع المدني
يبحث عزمي بشارة في كتبه ومحاضراته في تطوّر مفهوم المجتمع المدني (أي في عملية نشوئه وتبدّله التاريخيّ) عبر مراجعة تاريخ الفكر السياسيّ الغربيّ، وما يوازي ذلك من تطوّرات اجتماعيّة تتمثل في التمايزات داخل المجتمع وبين المجتمع والدولة. محاولًا تفكيك الاستهلاك الرائج لهذا المفهوم في الوسط الثقافيّ والسياسيّ العربيّ، والتي قامت على التعامل معه جاهزًا خارج سياق تطوره الأوروبي.
وقد أعاد بشارة النّقاش حول المجتمع المدني في كتابه «المجتمع المدني: دراسة نقدية» إلى أصل المصطلح فلسفيًا، في بدايات الحداثة، وذلك قبل أن يتلبّس هذا البعد المعياريّ المنسوب له بعد انهيار المعسكر الاشتراكيّ. وبين أنه كان يعني المجتمع المنظم في الفكر السياسيّ حين كان مقابلًا للمجتمع الطبيعيّ، وحين أصبح متطابقًا مع الدولة، وحين أصبح يعني المجتمع البرجوازي الذي يقوم على اقتصاد السوق في تمايز عن الدولة، إلى أن استخدم في وصف فضاء التواصل العقلاني المستقل عن قوانين السوق وعنف الدولة وقسرها في آن، وأخيرًا بعد أن وصلنا مشوّهًا للدلالة على كلَّ ما ليس دولةً في نظر بعض اتجاهات الفكر الرومانسي العربيّ في تجميل المجتمع وشيطنة الدولة، أو جعل مطابقا وهو ما جرَّده من وظيفته النقديّة والديمقراطيّة وجعله مطابقًا إما للمنظمات غير الحكومية من جهة، أو للمجتمع الأهليّ من جهة أخرى، لأنّه ليس «دولةً» وحسب.
وفي نهاية هذا الكتاب، وفي معرض تقديمه للمجتمع المدني كأمّة نحو الخارج وكمجتمع مدني تجاه الداخل قدّم عزمي بشارة أيضًا إسهامًا نظريًا في مسألة القومية ميّز فيها بين القومية الإثنية أو الثقافية من جهة والأمّة السياسية من جهة أخرى، والتي يُفترض أن يتفق الديمقراطيون أن تقوم على المواطنة (أي الفصل بين الأمة والقومية). وقد طوّر هذه الفكرة لاحقًا في كتابه «المسألة القوميّة».

### مساهمة في نظرية القومية
يركزّ عزمي بشارة ويتبنّى فكرة القوميّة العربيّة كهوية ثقافية مقابلة للطائفية والعائلية وغيرها ولكن بعد ربطها بالديمقراطية والمواطنة، ويفترض الانتقال إلى مفهوم «الأمة المواطنية»، حتى لو تشكلت الأمة بدايةً انطلاقًا من قومية معينة. ويرفض بشارة تبني القومية كأيديولوجية في كلّ مواقفه وندواته ومؤلفاته، وبذلك فهو مساهم ومجدد في مفهوم القومية بصفة عامة والقومية العربية بصفة خاصة. وهو يُعدّ من أبرز المفكرين العرب المنظرين للديمقراطية والحريات. ويرى بشارة بأنّ القوميّة «ليست أيديولوجية وإنما هي تسييس انتماء إلى هوية ثقافية جامعة تقيم جماعة متخيلة»، فيرى عزمي بشارة بأنّ القوميّة ليست جماعةً أو حزبًا أو عرقًا، وتختلف عن الإثنية في منحها البعد السياسي المتطلع للسيادة، ولكنها في حالة تحقيق السيادة تصبح «هويّة ينتمي إليها الفرد انتماءً حرًا».
كما يرى عزمي بشارة ضرورة أن يتم تجديد الفكر القوميّ العربيّ ليتعاطى بفاعليّة مع واقع الدولة القُطريّة لتقوم الأمة على أساس المواطنة، فيقدّم اقتراحًا بفصل القوميّة عن الدولة، حيثُ تستطيع الدولة في تحقيق سيادة الأمة عن طريق الديمقراطية والمواطنة، بينما يبقى انتماؤها خارجًا إلى الهويّة العربيّة الجامعة. ويرى بشارة بأنّ هذا النموذج يصلح في مواجهة العنصريّة والطائفية الموجودة في العالم العربي.
وقد تناول بشارة فكرة القوميّة العربيّة وتجديد هذا الفكر ودوره في النهوض بالحالة العربية في العديد من أعماله أهمّها كتابه «في المسألة العربية. مقدمة لبيان ديمقراطي عربي» والذي صدر عام 2007، كذلك كتابه «أن تكون عربيًا في أيامنا» الصادر عام 2009، والذي ضمّنه عددًا من أوراقه ومنها ورقته المهمة حول مستقبل المشروع الوطني الفلسطيني والتي طرح فيها أزمة الحركة الوطنية الفلسطينية وضرورة إعادة صياغتها في سياق عربيّ وفي مقابل تحديد إسرائيل كنظام أبارتهايد كولونيالي، والتي قدّمها في مركز دراسات الوحدة العربية وورقة «تجديد الفكر القومي» التي قدمها في مؤتمر الفكر القومي المعقود بدمشق عام 2008.

### الصهيونية
شكلت الصهيونية أحد المجالات الرئيسة في الجهد الفكري لعزمي بشارة، وانتشرت مقولاته في الصهيونية وتحليلها ضمن عدة كتب ومنشورات ومداخلات. ومنذ بداية حياته، ناهض بشارة المشروع الصهيوني في كافّة النواحي، فقد وقف في وجه مشاريع تهويد مناهج التعليم في الداخل الفلسطيني، وكذلك محاولات الحكومات الإسرائيلية دمج العرب في المجتمع الإسرائيلي. كما كانت محاربة الصهيونية أحد أهم أسباب ترشّحه لعضوية الكنيست الإسرائيلي، وكذلك ترشّحه لمنصب رئيس الوزراء، حيثُ كان يهدف لتحدّي الطبيعة الصهيونية الإسرائيلية، وأسرلة عرب الداخل.
وفي كتابه المرجعي «الصهيونية من يهودية الدولة حتى شارون» حلل بشارة بنية «الديمقراطية» اليهودية إلى عناصرها متتبعًا محورين بشكل خاصّ وهما التطابق بين مفهوم الأمة والدّين في الصهيونية، والأمن والعسكرة منذ بدأ الاستيطان الزراعي، كما تناولت عملية التفكيك أوجهًا متعددة لنشاط الدولة كعملية بناء الأمة من خلال الجيش والتجنيد الإلزامي وبناء الاقتصاد، والأيديولوجيا الرسمية السائدة. كما يُثبت بشارة في كتابه عدّة أوجه للتناقضات التي تعيشها الديمقراطية اليهودية عدا التناقض الرئيس مع السكان الأصليين الفلسطينيين والمحيط العرب، وأهم هذه الإشكالات هي التناقض بين المواطنة ويهودية الدولة، ما يعني عدم الفصل بين الدين والقومية، ما يقتضي أن إسرائيل بحسب رؤيتها وتعريفها لذاتها على أنّها تمثل العديد من النّاس الذين ليسوا مواطنين فيها بزعم أنّها دولة اليهود، وهي في الوقت ذاته لا تمثّل دولة لجزء كبير من مواطنيها، أي المواطنين العرب السكان الأصليين للبلاد.

### العلمانيةوالدين
قدم بشارة فكريًا نظرية في العلمانية والعلمنة بعد نقد للنظريات السابقة. وكان منطلقها انشغاله في مسألة عوائق التحول الديمقراطي. وقد تطرّق إلى هذا الموضوع في كتابه «المسألة العربية»، التي بيّن فيها العلاقة بين عدم حل المسألة العربيّة وبين إعاقة التحوّل الديمقراطي، وذلك بتحول العروبة إلى أيديولوجيا دولة تبريرية من جهة، أو علّة للتدخل في شؤون الدول الأخرى من جهة أخرى. كما قاده هذه الانشغال إلى نقد بحث العلاقة بين الإسلام والديمقراطية الذي انتشر في نهاية القرن الماضي وذلك في دراسة نشرت بعدة لغات تؤكد عدم وجود علاقة ذات معنى بين الدين والديمقراطية، وداعيًا لبحث العلاقة بين الديمقراطية وأنماط التدين «بدلًا من السؤال غير المفيد والذي لا إجابة علمية عليه حول الإسلام والديمقراطية» بحسب قوله. وقد بدأ بدراسة هذا الموضوع، حين وجد نفسه مضطرًا لدراسة أنماط العلمنة التي تحدد في رأيه أنماط التدين إلى حد بعيد.
وضع بشارة تصوره الفكري والفلسفي حول العلمانية في مشروعه البحثي المستفيض «الدين والعلمانية في سياق تاريخيّ» وهو مشروع معرفيّ تراكميّ، بدأ البحث فيه منذ عقدٍ ونصف، وصدر منه حتى الآن جزآن في ثلاثة مجلدات. حيثُ يقترح بشارة صيغة مغايرة للسائد في تناول ثنائيات مثل الدين والعلمانية، فهو يرى أن إشكاليّة البحث لا تكمن في الدين (كدينٍ بذاته)، بل في «أنماط التديّن»، ففرّق بين الدين والتدين، حيثُ أنّ الدّين عند بشارة هو تطور طبيعي ومعقد في تجربة المقدس، أي الانفعال بالجمال والرهبة من الأسرار والخوف من الطبيعة، لكن تجربة المقدس وحدها لا تميز التجربة الدينية، والدين بهذا المعنى ليس هو تجربة المقدس وكفى، بل هو، فوق ذلك كله، جماعة من البشر ذات إيمان مشترك ومؤسسة دينية وعبادة وشعائر وطقوس...إلخ. ولمعالجة الفارق بين الدين وأنماط التدين بيّن بشارة الأمور المشتركة والمفترقة بين الدين والأسطورة، وبين الدين والسحر، وبين الدين والأخلاق وغير ذلك من الموضوعات. وهكذا تحولت مقدمة الكتاب إلى مجلد قائم بذاته يعالج عمومًا الدين والتدين، ويفكك العلاقة بين الدين والأسطورة، والدين والأخلاق، والدين والعلم قبل أن يصل إلى تعريف للدين والتدين. ما يعتبره بحد ذاته جهدا علمانيا.
أمّا في الجزء الثاني فعالج في مجلده الأول بشكل مستفيض تاريخ تطور الفكرة العلمانية من خلال مراجعة تاريخ الأفكار في أوروبا، منذ بداية نشوء المصطلح داخل الفكر الديني وصولًا إلى العلمانية كأيديولوجيا منفصلة قائمة بذاتها. وقد تتبع هذا التطور عبر تطور العقلانية والمقاربة العلمية للطبيعة والمجتمع من جهة، وتطور التفكير بالدولة من جهة أخرى.
وبعد دراسة تطور العلمانية في الفكر انتقل في المجلد الثاني من الجزء الثاني إلى مناقشة نظريات العلمنة. وهي نظريات سوسيولوجية مقدما رؤيته للعلمنة كعملية تمايز متواصلة بين عناصر المقدس والدنيوي في الفكر والمجتمع، وبين الدين والسياسة، والفضاء الخاص والفضاء العام. ولكن يتوصل إلى نتيجة أن التوق إلى المقدس لا ينفصل عن الإنسان ويبقى قائمًا في مجالات وأنشطة إنسانية مثل الفن والأدب وغيرها وأيضا في أيديولوجيات دنيوية انفصلت عن الدين ولكنها ظلت تعلمن مصطلحات الدين وممارساته الطقسية في تقديس قيم دنيوية مثل الدولة والشعب والوطن والحزب وغيرها. وأخيرا ينتقل بشارة إلى جزء هام من بحثه وهو بحث نماذج علمنة السياسة والدولة التي طبقت في أوروبا (فرنسا ألمانيا بولندا بريطانيا) والولايات المتحدة وغيرها مبينًا العلاقة بين نمط العلمانية (الصلب المتشدد المناهض للدين والرخو المتساهل الذي يترك مجالًا للدين في الفضاء العمومي) ونمط الديمقراطية السائد في كل بلد. ويتعرّض بالنقد إلى محاولات فر ض نموذج بعينه أو استيراده باعتباره نموذج العلمانية الوحيد الممكن. وهو يعرض نموذج في نظرية العلمنة في نهاية الكتاب في محاولة هي الوحيدة من نوعها. ووعد عزمي بشارة في كتابه أن يتناول الجزء الأخير نموذج العلمنة في الدولة العثمانية والدولة العربية ونتائجه.
لكنه في هذه الأثناء أصدر كتبه عن الثورات العربية ولا سيما الكتاب الضخم حول ثورة مصر، كما أصدر كتابًا فلسفيًا صغيرًا هو مقالة في الحرية وكتاب آخر بعنوان: «الجيش والسياسة، إشكاليات نظرية ونماذج عربية» ليسدّ نقصًا مهمًّا في المكتبة العربية في تناول هذا الموضوع الهام نظريًا وعبر نماذج سورية ومصرية خصوصًا.

### الطائفة والطائفية
انشغل عزمي بشارة أيضًا في موضوع الطائفية لوضع عمل نظري سوسيولوجي (مرة أخرى متداخل التخصصات) في مسألة تشغل المجتمعات العربية وهي مسألة «الطائفة والطائفية»، وهو يرى أن النّظريات السوسيولوجية الغربية لا تسعف الباحث في هذا المجال على المستوى العربي. حيثُ قام بتأليف بحث أسماه «الطائفة، الطائفية، الطوائف المتخيلة» قلب فيه فكرة منتشرة وهي أن «الطائفة تنتج الطائفية» إلى مقولة حاول أن يثبتها فيه هي أنه في العصر الحديث «الطائفية تُنتج الطائفة»، ولكنها تُنتجها بوصفها «طائفة متخيلة» حسب وصفه. ولذلك كرّس جهده البحثي في تألّيف كتابٍ يضع فيه مفهومًا للطائفة الدينية بوصفها جماعة «مجتمع محلي» مميزًا إيّاه عن أتباع دين يشكّلون في رأيه جماعة متخيّلة لا تكون كيانًا اجتماعيًا قائمًا بذاته مثل الطائفة المحلية أو الجماعة العضوية، ولكن الطائفية السياسية تعيد إنتاجها كأنها جماعة، وهو يسميها «الطائفة المتخيلة».
ولهذا الغرض يقوم بشارة بما قام به في حالة المجتمع المدني والعلمانية بالتمييز بين اللفظ والمصطلح والمفهوم، مبينًا التفاوت في تطوّرها وتطوّر الظاهرة نفسها (الطائفة الدينية والطائفية السياسية)، وذلك بحثًا عن مفهوم هو أداة تحليلية تركيبية ذات قدرة تفسيرية. ويبين بشارة نشوء الطائفية السياسية بوصفها ظاهرة حديثة تتعلق بالسّلطة والدولة وليس بالدين نفسه، كما يشرح عوامل نشوء الطائفية السياسية منذ التدخل الاستعماري لحماية الأقليّات في الدولة العثمانية والردّ الاجتماعي المحافظ على إصلاحات التنظيمات العثمانية بسبب التطور المتفاوت بين المركز والأطراف وفشل تطبيق المواطنة العثمانية، مرورًا بالدولة الوطنية والأنظمة العسكرية التي راهنت على ولاءات محلية في مرحلة فقدان أسباب شرعيتها، ومنها الولاءات الطائفية، والأخطر هو تحول الأغلبية إلى طائفة سياسية متخيلة في سياق معارضة النظام القائم باعتباره أقلياتي.
كما يشرح بشارة عوامل فشل بناء الأمة على أساس المواطنة وعلاقتها بالمسألة الطائفية. ويتناول الكتاب بشكل مفصّل عملية تحويل الشيعة والسنة بواسطة الطائفية السياسية إلى طوائف متخيلة، وجذور هذه العملية التاريخية وتأثير الاستقطاب السياسي المحلي والإقليمي. كما يتطرق إلى ما يسمى بالنظرية التوافقية في الديمقراطية، مبينا أنها مجموعة تعميمات استقرائية يجري تعديلها بعد كل تجربة عينية ولا ترقى إلى مستوى النظرية مستعرضا التجربة اللبنانية والإيرلندية، كما يستعرض التجربة العراقية بشكل مطول.

## نشأته
وُلد عزمي بشارة يوم 22 يوليو عام 1956، في مدينة الناصرة التابعة لمنطقة الجليل شمالي فلسطين، والتي أصبحت بعد النكبة عام 1948 مركزًا إداريًا وثقافيًا والمركز الرئيسي لعرب 48 في إسرائيل. وقد نشأ عزمي بشارة لأب وأمّ مسيحيين، وتتحدّر عائلته من قرية ترشيحا في الجليل الأعلى، ولكنه نشأ وترعرع في مدينته التي وُلد فيها، تحديدًا في الحيّ الغربي منها، والذي كان قريبًا من القرى التي شُرِّدت عام 1948. وفي نفس المدينة درس مراحله الأولى في المدرسة المعمدانية.

## حياته العلميّة والعمليّة

### دراسته
بين الأعوام 1974 و1977 درس بشارة في جامعة حيفا ثم في جامعة القدس حتى العام 1980. من ثمّ خرج عزمي بشارة من فلسطين ليُكمل دراسته في جامعة هومبولت في برلين في ألمانيا الشرقية، ليتخرّج منها بعد 6 سنوات، بشهادة الدكتوراة في الفلسفة، حاصلًا على تقدير الامتياز لرسالته التي كانت بعنوان «المنطقي والتاريخي في منهج البحث في كتاب رأس المال لكارل ماركس»، وذلك في عام 1986.

### عمله في فلسطين

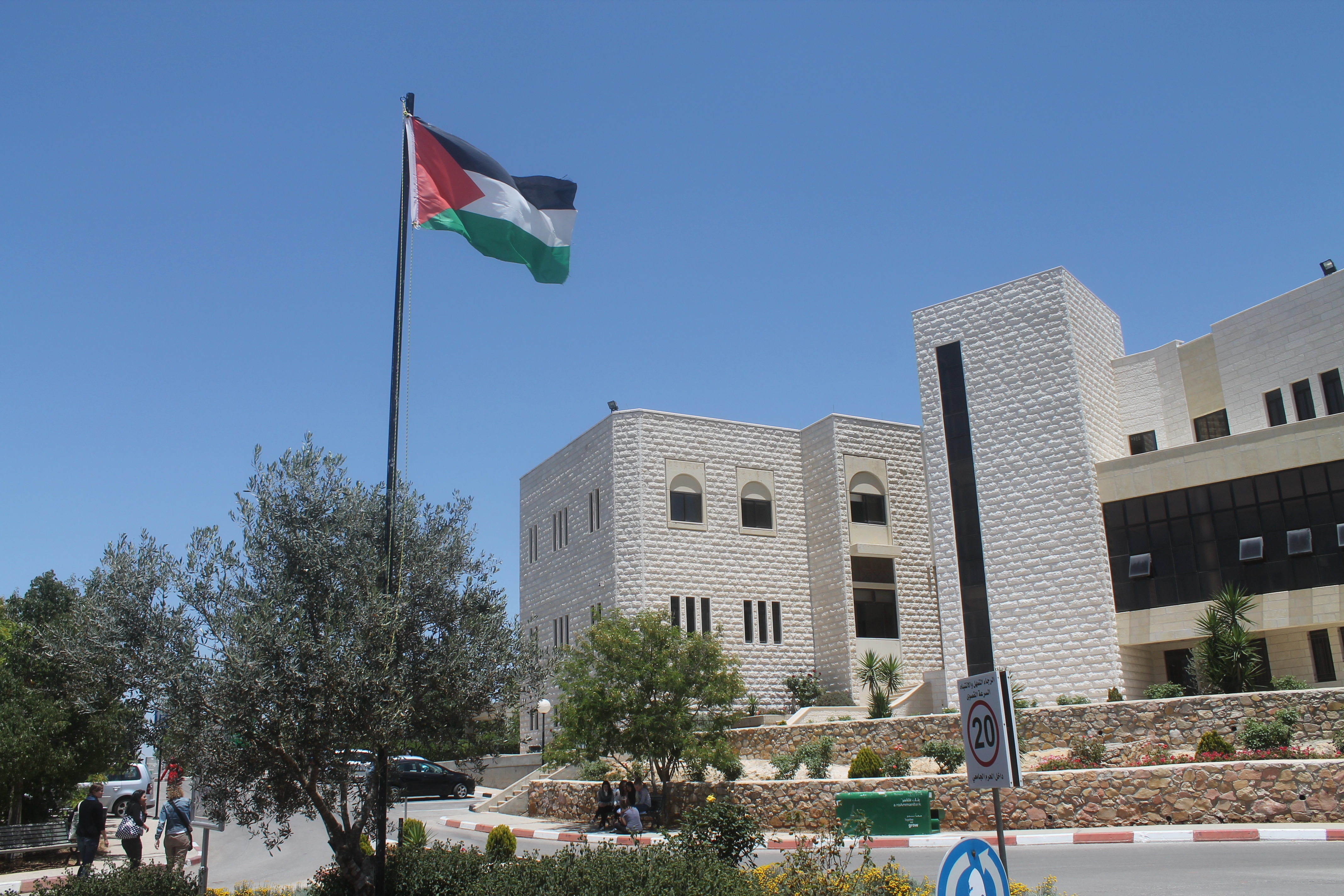
جامعة بيرزيت، والتي شغل عزمي بشارة فيها منصب أستاذ في الفلسفة والدراسات الثقافية

بعد عودته من ألمانيا عام 1986، عمل في جامعة بيرزيت حيث شغل منصب أستاذ في الفلسفة والدراسات الثقافية، وبقي في ذلك المنصب مدّة 10 سنوات كاملة، وذلك لعام 1996 حينما ترشّح للكنيست. وفي نفس الفترة، وتحديدًا في عام 1990 عمل عزمي بشارة كباحث في معهد فان لير الإسرائيلي في القدس الغربية، والذي يُعنى بالمعارف الإنسانيّة في مجالات الفلسفة والمجتمع والثقافة، كما عمل منسقًا لمشاريع الأبحاث فيه، واستمر بالعمل هناك حتى عام 1996 مع دخوله للكنيست. بقي عزمي بشارة عضوًا في الكنيست لحين استقالته منه عام 2007 وخروجه من فلسطين نهائيًا، إثر ملاحقته قانونيًا من إسرائيل بعد توجيه عدّة تُهم إليه منها مساعدة حزب الله ضد إسرائيل في حرب لبنان 2006.
وقد شارك عزمي بشارة في تأسيس مؤسسات أكاديمة ومراكز ثقافية هدفها الحفاظ على الهوية العربية في ظل الاحتلال الإسرائيلي، ومن هذه المؤسسات: جمعية الثقافة العربية في الناصرة، ومؤسسة مدى الكرمل للبحوث الاجتماعية التطبيقية، ومؤسسة «مواطن» المؤسسة الفلسطينية لدراسة الديمقراطية، والتي ترأس مجلس أمنائها من عام 1994 إلى عام 2007.

### عمله خارج فلسطين

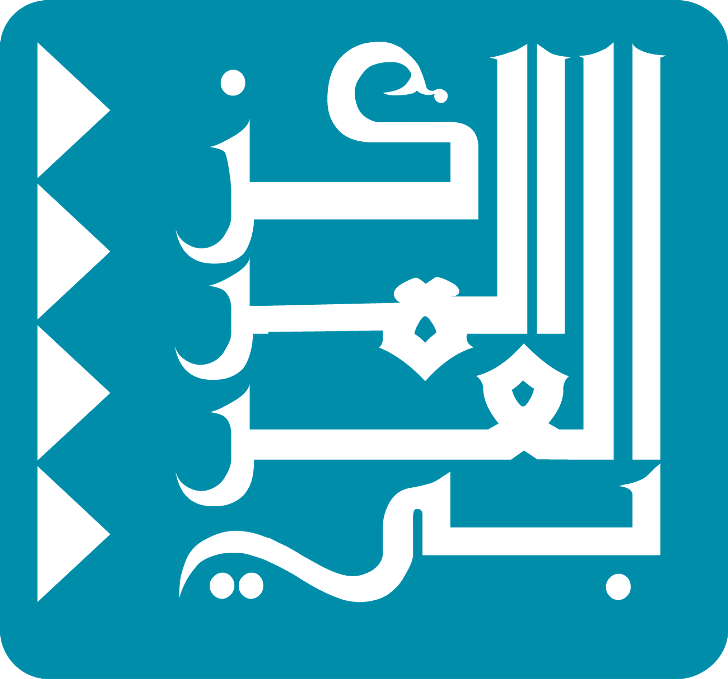
المركز العربي للأبحاث ودراسة السياسات أسسه بشارة عام 2010 في قطر، والذي اعتبره بشارة «الآن ينافس في نتائجه المراكز الكبرى في إيران وإسرائيل وتركيا».

ومع انتقاله للعيش في قطر، كان عزمي بشارة عضوًا في مجلس أمناء المؤسسة العربية للديمقراطية الذي أسس في الدوحة في قطر عام 2007، والذي يهدف للدعوة للديمقراطية كثقافة وطريقة حياة، كذلك شغل كرسي جمال عبد الناصر في مركز دراسات الوحدة العربية بين الأعوام 2007 و2009. وفي عام 2010 قام بتأسيس المركز العربي للأبحاث ودراسة السياسات كمؤسسة بحثية عربيّة مستقلة للعلوم الاجتماعيّة والعلوم الاجتماعيّة التطبيقيّة والتّاريخ الإقليميّ والقضايا الجيوستراتيجية. أطلق المركز مؤخرًا مشروع المعجم التاريخي للغة العربية، كما افتتح في عام 2014 معهد الدوحة للدراسات العليا كمؤسّسة أكاديميّة مستقلّة للتعليم والأبحاث، ويقدّم برامج الماجستير في كلية العلوم الاجتماعية والإنسانية، وكلية الإدارة العامة واقتصاديات التنمية، وافتتح المعهد عامه الدراسي الأوّل 2015-2016 أكتوبر 2015.
لم يكتفِ بشارة بتأسيس عدّة مراكز بحثية وثقافية تهتم بالشأن العربي وقضاياه، بل قام أيضًا بتأسيس وإنشاء عدد من المؤسسات الإعلامية لنشر تلك الأفكار والثقافة التي يؤمن بها، من ذلك إنشاؤه صحيفة العربي الجديد في مارس 2014، باللغة العربية والإنجليزية، ومقرّها لندن ولها عدة مكاتب في عواصم عربية وشبكة مراسلين. كذلك، قام بتأسيس شبكة تلفزيون العربي متخذًا من لندن مقرًا لها.

## حياته السياسيّة

### بداية حراكه السياسي
بدأ عزمي بشارة حياته السياسيّة مبكرًا خلال دراسته الثانوية، حيثُ كان نشيطًا في صفوف «الشبيبة الشيوعية». وعندما بلغ 18 عامًا، وتحديدًا في عام 1974، أسس اللجنة القُطرية للثانويين العرب، والتي انتُخب رئيسًا لها ضمن المؤتمر القُطري للطلاب الثانويين العرب، من قِبل كافّة المدارس العربيّة الموجودة في الداخل الفلسطيني، وقد كان ذلك يوم 6 أبريل 1974، وكان السبب من تأسيسه هو «الشعور الوطني العام لدى الطلاب العرب بالحاجة للنضال ضد الممارسات العنصرية»، واعتبره بشارة «أول تنظيم عربي على مستوى العرب في الداخل جميعًا». وقد بقي بشارة رئيسًا له مدّة عامين. وكانت هذه اللجنة تدافع ضد برامج التهويد والتمييز التي كانت تتبعها وزارة المعارف الإسرائيلية مع المدارس العربيّة.
وأثناء دراسته الجامعية، نشِط عزمي بشارة وبرز في الحركات الطلابيّة العربيّة واعتُبر أحد رموزها البارزين في تلك الفترة، فأثناء دراسته في جامعة حيفا، قام بالمشاركة في تأسيس «اتحاد الطّلاب الجامعيين العرب»، والذي قام بتمثيله في عام 1976 ضمن «لجنة الدفاع عن الأراضي العربية»، والتي أُعلنت يوم الأرض، وكان الهدف منها هو الدّفاع عن الأراضي العربية ضد المخطّطات الإسرائيلية الهادفة لمصادرة الأراضي العربيّة في فلسطين. وفي تلك الفترة، تم اعتقاله مرتين ضمن المظاهرات التي كان يقوم بها الطلاب العرب ضدّ اليمين الإسرائيلي في الجامعات.

### إنشاء حزب التجمع
تخلّص عزمي بشارة من الأيديولوجية الشيوعية مبكرًا بعد مرحلة الحركة الطلابية وبدأ التعبير عن نقده لها من منطلقات عروبية ديمقراطية خلال نشاطه في الحركة الطلابية، وتحرر منها خلال دراسته في ألمانيا. وفي عام 1995 شارك عزمي بشارة بتأسيس حزب التجمع الوطني الديموقراطي من منطلقات عروبية ديمقراطية. وقد جمع هذا الحزب عددًا من الوطنيين السياسيين الناشطين، فقد جمع بين حركة «ميثاق المساواة»، وحركة «أبناء البلد»، و«القائمة التقدّمية للسّلام»، وطلاب جامعيين وأعضاء سابقين في الحزب الشيوعي والمستقلّين. وكان عزمي بشارة منظر هذا الحزب وقائده منذ بداية تأسيسه، ولحين استقالته منه وخروجه من فلسطين عام 2007.
وقد نصّ الحزب على أهدافه ومبادئه في مؤتمره الثالث عام 1999 بأنّه: «حزب قوميّ عربيّ وطنيّ فلسطيني ديمقراطي في فكره وأهدافه السياسية، ويناضل من أجل العدالة الاجتماعية. ويقوم على الربط بين الهوية القومية ومبادئ الديمقراطية في ظروف الجماهير العربية في إسرائيل والمجتمع الإسرائيلي بشكل عامّ، وذلك عبر التشديد على تنظيم المواطنين العرب كأقليّة قوميّة ذات حقوق جماعية، وتطبيق فكرة المواطنة المتساوية في مواجهة الفكرة الصهيونية والنظام السياسي – الاجتماعي الذي يقوم عليها».

### دخوله للكنيست

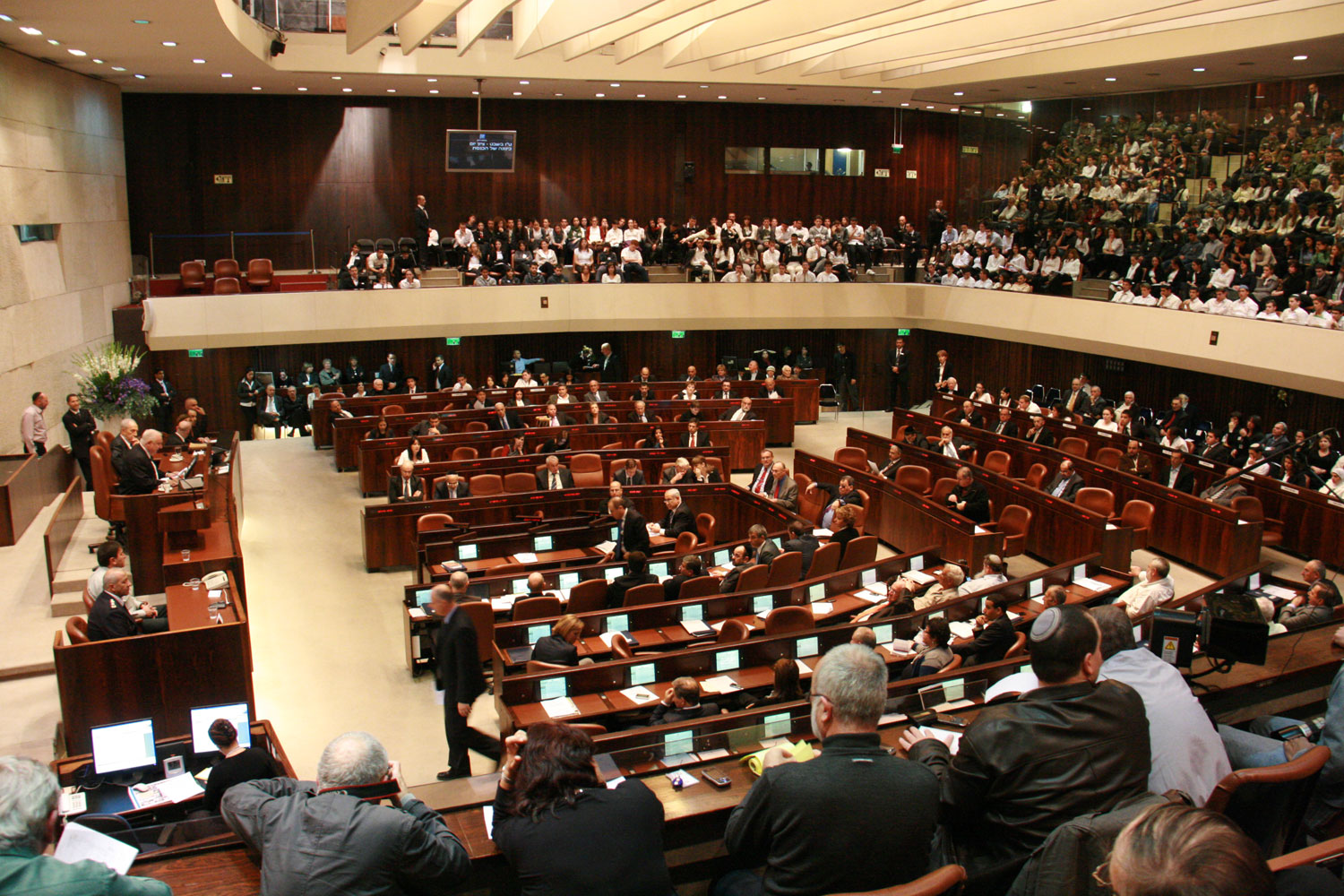
الكنيست من الداخل، والذي نجح عزمي بشارة بانتخاباته لأربع دورات متتالية.

قرر عزمي بشارة خوض الانتخابات للدخول إلى الكنيست الإسرائيلي، موضّحًا سبب دخوله قائلًا: «قرَّرْنا الاتجاه للبرلمان لتقديم نموذج مختلف دون أن نعتنق الصهيونية، ودخلنا ليس للاحتفاء بعضوية الكنيست، ولكن لتمثيل خط نضالي، فأنا داخل لهدف تمثيل قضايا العرب في الداخل، وتشكيل نقيض للخطاب الصهيوني من خلال الخطاب الديمقراطي الذي لم يعد حكرًا عليهم». وقد نجح في المرّة الأولى فانتُخب عضوًا للكنيست في عام 1996 بعد ترشحه في القائمة المشتركة بين الجبهة الديموقراطية للسلام والمساواة، والتجمع الوطني الديموقراطي. وأعيد انتخابه عام 1999 مرشحًا عن التجمع الوطني الديموقراطي، ثم أعيد انتخابه عام 2003، وكذلك أعيد انتخابه في عام 2006، وبقي في المنصب حتى استقالته عام 2007، وخرج من فلسطين مشتبهًا بهِ بتهمة «التعاون مع العدو في زمن الحرب». وقد شارك في تلك الفترات في عدد من اللجان منها: لجنة التحقيق البرلمانية للتجارة في النساء، ولجنة التربية والتعليم، ولجنة الدستور والقانون والقضاء، ولجنة شؤون مراقبة الدولة، وترأس أول لجنة فحص في مصير أموال الغائبين بعد عام 1948.
وقد أثارت دعوته إلى دولة المواطنين ردود فعل حادة من طرف الأحزاب الصهيونية عبر عنها في محاولات تجريم هذه الدعوة التي اعتبرها بعض الكتاب والباحثين وقادة الأحزاب الصهيونية الدعوة الأخطر ضد الصهيونية وإسرائيل، لأنها تشخص تناقضًا بين الديمقراطية ويهودية الدولة وتقوم بتصعيد حدة هذا التناقض، مما دفعهم لطرح مجموعة قوانين تؤكد على يهودية الدولة. رشح عزمي بشارة أثناء تواجده في الكنيست لرئاسة الوزراء في إسرائيل عندما كانت الانتخابات مباشرة. ثم ألغيت بعدها الانتخابات المباشرة لرئاسة الوزراء. ليكون بذلك أوّل عربيّ يترشّح لهذا المنصب، وكان ذلك في عام 1999، وكان بشارة يقول بأنّ لهُ أهدافًا إستراتيجية وتكتيكية خلف ترشّحه للرئاسة تتعلق بطرح مطالب العرب في الداخل، وتتلخص الأهداف السياسية المباشرة بطرح مطالب عينية للمواطنين العرب والتفاوض عليها، إلا أن الهدف الأساسيّ البعيد المدى هو "تحدّي الطبيعة الصهيونية الإسرائيلية، ووضع مسار مضاد "لصهينة عرب الداخل" كما يقول، ولكي لا يصوت العرب لباراك أو نتنياهو المرشحين في ذلك الوقت. إلا أنّه عاد وانسحب من المنافسة عشية الانتخابات.

### موقفه من القضية الفلسطينية

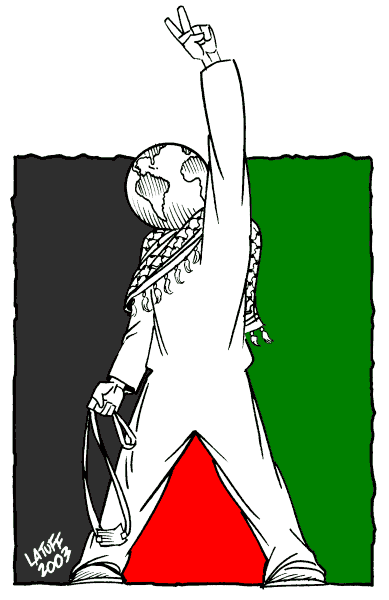
رسم يرمز لانتفاضة الشعب الفلسطيني. حيثُ اتُّهم عزمي بشارة بالمسؤولية عن المظاهرات في الداخل الفلسطيني (مناطق 48) بداية الانتفاضة الثانية عام 2000

يركز عزمي بشارة على طابع الفصل العنصري في الصهيونية، وعلى ضرورة وجود مشروع وطني فلسطيني ديمقراطي في مواجهتها. كما يدعم حق الشعب الفلسطيني في مقاومة الاحتلال. وقد كتب دراسات مطوّلة حول مأزق فكرة الدولة الفلسطينية بعد اتفاقية أوسلو، والتي عارضها منذ توقيعها باعتبارها تستبدل الحقوق الوطنية الفلسطينية بإنقاذ منظمة التحرير، ناعتًا الاتفاقية «بالنّكبة» لحركة التحرير الوطني.
وطرح مبكرًا في مقالاته ضرورة التعامل مع إسرائيل كحالة استيطان كولونيالي أقام نظام فصل عنصري، ما يتطلب برنامجًا وطنيًا ديمقراطيًا في مواجهته. وطيلة حياة عزمي بشارة كان جزءًا من مقاومة المشروع الصهيوني، ساعيًا نحو دولة ديمقراطية علمانية تقوم على المساواة، ومنذ أن كان طالبًا في المدرسة الثانوية سعى مع زملائه من أجل محاربة تهويد مناهج التعليم، وضدّ التمييز اللاحق بالعرب. وفي المرحلة الجامعية كان يُكثر من إلقاء المحاضرات والتي كانت موضوعاتها عن مصادرة الأرض، والنضال ضد الاستيطان في المناطق المحتلة، والتعذيب في السجون الإسرائيلية، والتصدي لدعوات عنصريين مثل مئير كهانا لإلقاء محاضرات في الجامعة، والدفاع عن حرية التعبير في الجامعة.
وعن البعد العربي للقضية الفلسطينية، يقول بشارة: «لن يتحرر العرب ما لم يتحرر الفلسطينيون، ولن يتحرر الفلسطينيون دون أن يتحرر العرب».
في عام 1999 أصيب برصاصة مطاطية أثناء اشتراكه بمظاهرة دفاعًا عن بيت ضد أمر الهدم في مدينة اللد، وقد تعرّض بيته في الناصرة إلى اعتداء من مئات العنصريين المنظمين بعد أن اتُّهم بالمسؤولية عن مظاهرات أكتوبر عام 2000 في الداخل في بداية الانتفاضة الفلسطينية الثانية.

### خروجه من فلسطين
جرت عدة محاولات لمحاكمة بشارة ونزع الحصانة البرلمانية عنه، ومنعه من خوض الانتخابات، وقد تمّ في أكثر من مرّة توجيه عدّة تهم هدفها التضييق عليه. ففي العام 2001 سافر عزمي بشارة إلى سوريا، وألقى هناك خطابًا فُسّر على أنّه خطاب متعاطف مع المقاومة، ولدى عودته إلى إسرائيل تمّ اتّهام بشارة بدعم منظمة إرهابية بحسب التعريف الإسرائيلي للإرهاب. وفي العام 2006 قام بزيارة سوريا مرّة أخرى، وكان يرافقة أعضاء من حزبه، حيث صرّح بأنّ مقاومة حزب الله قد رفعت الروح المعنوية للشعب العربي، وإثر ذلك قام وزير الداخلية الإسرائيلي روني بار أون بالطلب من المدّعي العام الإسرائيلي ببدء تحقيق مع قادة حزب التجمع عزمي بشارة، وجمال زحالقة، وواصل طه، حيث أنه وبعد زيارة بشارة الأولى إلى سوريا كان الكنيست الإسرائيلي قد مرّر قانونًا يقضي بمنع أعضاء الكنيست من زيارة أي بلد عدوّ.

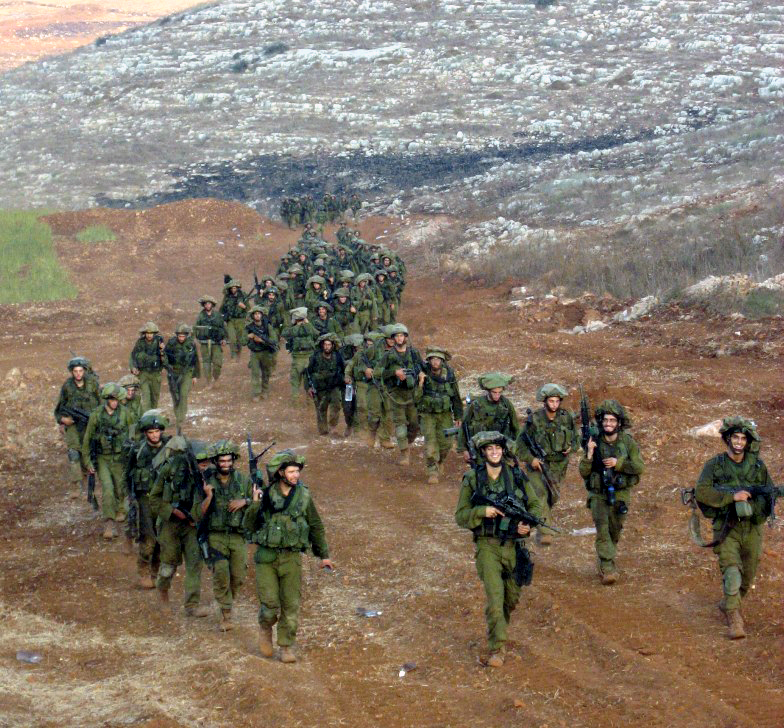
جنود إسرائيليون أثناء حرب لبنان 2006، والتي اتُّهم عزمي بشارة بمساعدة حزب الله في تلك الحرب ضدّ إسرائيل

في 6 أبريل سنة 2007، وبينما كان بشارة في سفرة خارجية، نشرت الصحافة خبرًا مفاده نية أحد أعضاء الكنيست العرب الاستقالة، ولمّحت إلى وجود سبب خفي. أثار هذا النشر ضجة إعلامية وسط تكهنات حول نيته العودة إلى إسرائيل وقد أصدر أمر منع نشر حول القضية. في 22 نيسان قدّم عزمي بشارة استقالته من عضوية الكنيست، وصرّح بشارة بأنّه قرر عدم العودة على المدى المنظور، وذلك لملاحقته ومحاولة سجنه لمدة طويلة بسبب مواقفه السياسية الداعمة للقضايا العربية والمقاومة العربية والمثيرة للجدل في الأوساط الإسرائيلية، مؤكدًا بأن استقالته من الكنيست لا تعني اعتزاله العمل السياسي.
وفي 22 أبريل تمّت إزالة جزئية لأمر منع النشر وتبيّن وجود تحقيق مع بشارة بسبب شبهات بأنه قام بنقل معلومات ومساعدة حزب الله في حرب لبنان 2006. وكانت التهمة هي «تقديم العون للعدوّ في زمن الحرب»، وإدخال أموال إلى الداخل.
وفي أبريل من العام 2007 تحدث بشارة للآلاف من أنصاره في مدينة الناصرة هاتفيًا قائلًا: «أنّ ذنبه الوحيد هو أنه وطني فلسطيني يحب بلاده»، فيما ردّد المتظاهرون: «بالروح بالدم نفديك يا بشارة»، و«تحيتنا بحرارة للقائد عزمي بشارة».
وفي 14 فبراير من العام 2011، تمّ إقرار قانون خاص لنزع الجنسية عن بشارة وآخر من أجل إلغاء صندوق تقاعد عزمي بشارة.

### موقفه من الثورات العربية
وقف عزمي بشارة في صف الثورات العربية التي اجتاحت عدة بلدان في أواخر عام 2010، منطلقًا من واجبات ما يسميه هو «المثقّف العمومي الأخلاقية» باتخاذ موقفًا ضد الظلم والارتباط بتطلعات الناس العادلة، وخصوصًا جيل الشباب الذي فجّر الربيع العربي، وهذا بالإضافة إلى واجبات المثقف العمومي التنويرية في عقلنة التفكير في قضايا المجتمع والدولة واتخاذ مواقف نقدية من الشعبوية. ورافق بشارة أصوات المتظاهرين في الميادين العربيّة، ليس فقط عبر إطلالته الإعلامية في تحليل الثورات، بل -وقبل ذلك- من خلال تطوير خطاب ديمقراطي وعقلاني في الوقت نفسه. ويمكن ملامسة ذلك أنّ كتبه الأخيرة مثل «أن تكون عربيا في أيامنا» و«المسألة العربية»، أصرت على أن مهمة الديمقراطية هي طرح مسألة نظام الحكم الديمقراطي بالتوازي مع التثقيف على قيم الديمقراطية وعدم انتظار انتشار الثقافة الديمقراطية، هذا إضافة إلى أنّ مقالاته وخطابه المعروف منذ نهاية التسعينيات مما روج لفكرة «دول المواطنين»، كانت في العديد من الحالات مراجع وبيانات للتغيير استند لها كثيرون في تحليل الأوضاع التي ثاروا عليها. واعتبر الانتفاضات الأولى للربيع العربي في نهاية عام 2010 وبداية عام 2011 صرخة وجودية من أجل الحرية والكرامة.
انشغل بشارة منذ بداية الربيع العربي في مشروع بحثي يواكب الثورات تباعًا، فبدأ مع الثورة التونسية في كتابهِ «الثورة التونسية المجيدة» متعقّبًا الأسبابَ الجوهريّةَ التي أدت إلى الثورة التونسيّة، وعاقدًا مقارناتٍ علميّةً بين بعض المظاهر الاجتماعيّة والاقتصاديّة التي سادت في تونس قبل الثورة، وبين مثيلاتها من المظاهر في دول عربيّة أخرى مرشحة للثورة. وشكّل الكتابة محاولة تحليليّة لفهم بنية الثورة التونسيّة، وصيرورتها من خلال يومياتها. كما يرصد الكتاب تاريخ الانتفاضات، ويشرح خريطة الأحزاب في تونس عشيّة نشوب الثورة. ثم يعرض تفاصيل الوقائع في يوميّات الانتفاضة، وكيف تطورت الأحداث تدريجيًا حتى لم يبقَ أمام زين العابدين بن علي غير الهرب.
ومع بداية الثورة السورية، كان عزمي بشارة مؤيدًا للثورة بالكتابة والظهور الإعلامي. وأرّخ لها في كتابهِ «سورية درب الآلام نحو الحرية: محاولة في التاريخ الراهن» (2013) ضمن مرحلتيها: المدنية السلمية والمسلحة، ومنطلقًا من تحليل بنية النظام وعلاقة المجتمع والدولة في سورية. مع رصد دقيق بالوثائق والشهادات لمظاهر الإستراتيجية التي اتبعها النظام السوري القائمة على قمع الثورة بالعنف، الأمر الذي أدى إلى توليد أنماط من العنف لم تكن مألوفةً قط في سورية. ويتناول الكتاب الوقائع المتحركة التي شبّت في المدن الرئيسة في سورية، وكيف بدأت الاحتجاجات سلميةً ثم انتقلت إلى العسكرة وحمل السلاح لاحقًا.
وقد واكب عزمي بشارة الثورة المصرية بمقولاته الفكرية وتنظيره السياسي وتحليلاته، وأنجز مجموعة من المقالات والدراسات عن الثورة المصرية، وكان بشارة من أبرز المعلقين السياسيين على أحداث الثورة المصرية ومواكبًا لها يوما بيوم، وأصدر أخيرًا كتابًا بحثيًا ضخمًا بمجلدين هو «ثورة مصر»، راجع فيها تاريخ ما أسماه جمهورية يوليو وانتقال مركز النفوذ والقوة في السلطة من الجيش إلى منصب الرئاسة وأجهزة الأمن، ونشوء صراع المؤسسات وتاريخ الاحتجاج في مصر، ووثق الثورة منذ 25 يناير وحتى الانقلاب العسكري مبينًا الأفكار التي أوصلت إلى الانقلاب في طموح الجيش للحكم، والصراع بين النخب المصرية قبل استلام السلطة وتفكيك الدولة العميقة، وفي عدم توافقها مع النظام الديمقراطي وأسسه قبل اللجوء إلى الانتخابات.

### اعتزاله العمل السياسي
في بداية عام 2017 صدر كتاب «في نفي المنفى» وهو عبارة عن مقابلة مطولة أجراها عزمي بشارة مع الصحفي صقر أبو فخر، لخّص فيها سيرته الفكرية والسياسية، وأعلن فيها اعتزاله العمل السياسي المباشر، قائلًا عن سبب اعتزاله: «للتفرغ للبحث والكتابة والإنتاج الفكري، فهو الأهم والملحّ والممكن في هذه الظروف». وأوضح في مقابلة له مع التلفزيون العربي بأن قراره اختمر لديه منذ عامين، ويريد التركيز فقط على الجانب الفكري والبحثي وتثقيف الأجيال كمهمّة أساسية، مضيفًا: «ولكنني سأتخذ مواقف بوصفي مثقفًا ملتزمًا بقضايا الناس كما عرف عني، ولن أغادر شخصي أو ضميري، وسأبقى حيث أنا».

## مؤلفاته
لعزمي بشارة عشرات الدراسات، ومئات مقالات الرأي منشورة في دوريات ومواقع مُختلفة مثل: المستقبل العربي، والدراسات الفلسطينية، والكرمل، ووجهات نظر، وعمران، وتبين، وسياسات عربية، والصحف العربية مثل الخليج والحياة والأهرام والأهرام ويكلي، وكذلك صحيفة العربي الجديد منذ تأسيسها في العام 2014. فقد كتب عزمي بشارة في مجالات: الدين والديموقراطية، الإسلام والديموقراطية، القضية الفلسطينية، المجتمع المدني والديموقراطية، قضية الأقلية العربية في إسرائيل والأقليات عمومًا، العرب والهولوكوست وغيرها، كما صدرت له أربعة أعمال أدبية، وله كتابات في الدوريات اللغة العربية والألمانية والعبرية والإنجليزية، وما يلي أبرز تلك المؤلفات.

### المؤلفات العربية
من مؤلفاته في اللغة العربيّة:
1. المجتمع المدني: دراسة نقدية[66] (1996).
2. العربي الإسرائيلي: قراءة في الخطاب السياسي المبتور. وصدر أيضا تحت عنوان العرب في إسرائيل رؤية من الداخل
3. النهضة المعاقة.
4. الانتفاضة والمجتمع الإسرائيلي.
5. من يهودية الدولة حتى شارون.
6. الحاجز: شظايا رواية.
7. حب في منطقة الظل: رواية شظايا مكان.
8. نشيد الإنشاد الذي لنا.
9. فصول.
10. في المسألة العربية، مقدمة لبيان ديمقراطي عربي.
11. أن تكون عربيا في أيامنا
12. الثورة التونسية المجيدة.
13. هل من مسألة قبطية في مصر.
14. المثقف والثورة.
15. سورية: درب الآلام نحو الحرية.
16. الدين والعلمانية في سياق تاريخي (ثلاثة مجلدات)
17. ثورة مصر (مجلدان).
18. مقالة في الحرية.
19. الجيش والسياسة: إشكالات فكرية ونماذج عربية.
20. الطائفة، الطائفية، الطوائف المتخيلة.
21. مسألة الدولة: أطروحة في الفلسفة والنظرية والسياقات، المركز العربي للأبحاث ودراسة السياسات، 2023
22. الطوفان الحرب على فلسطين في غزة (2024).

### المؤلفات العبرية
من مؤلفاته في اللغة العبريّة:
1. التنوير مشروع لم يكتمل بعد.
2. الهوية وصناعة الهوية في المجتمع الإسرائيلي.

### المؤلّفات الإنجليزيّة
من مؤلفاته في اللغة الإنجليزيّة:
1. The Arabs in Israel[67]
2. Palestine Matters of Truth and Justice - ترجم إلى العربية تحت عنوان "قضية فلسطين: أسئلة الحقيقة والعدالة" عام 2024.[68]

## جوائز
حصل عزمي بشارة على عدّة جوائز عالميّة منها:
1. جائزة ابن رشد للفكر الحر في العام 2002 لإسهامه في تشجيع حرية الرأي والديموقراطية في العالم العربي.[6]
2. جائزة حقوق الإنسان من مؤسسة Global Exchange في الولايات المتحدة الأمريكية في 22 مايو 2003.[69]

## وصلات خارجية
- الموقع الرسمي للمركز العربي للأبحاث ودراسة السياسات
- الموقع الرسمي لمعهد الدوحة للدراسات العليا
- صفحته العربية في موقع الكنيست.
- عزمي بشارة موقع الجزيرة نت.
- د. عزمي بشارة: سيرة ذاتية موقع مؤسسة ابن رشد.
- الموقع الرسمي للتجمع الوطني الديموقراطي.
- موقع صحيفة فصل المقال لسان حال التجمع الوطني الديموقراطي.
- فيديو لمقابلة معه المقابلة باللغة الإنجليزية لبرنامج Alternate Focus
- لقاء معه ببرنامج بالعربي قناة العربية الأحد 11/7/2004م
- في نقد عزمي بشارة بقلم هشام غصيب الحوار المتمدن، 19 أغسطس 2011
- المثقف والسياسي، عزمي بشارة نموذجًا بقلم محمود هدهود
- السيرة الذاتية للدكتور عزمي بشارة وقائاته التلفزيونية تلفزيون سوريا

### لقائاته علي قناة الجزيرة
- برنامج بلا حدود:
  1. نتائج الحرب الإسرائيلية على غزة، 4 فبراير 2009م
  2. التغيرات الإقليمية المتوقعة بعد اتفاق الدوحة، 4 يونيو 2008م
  3. المخطط الإسرائيلي تجاه الدول العربية، 19 يوليو 2006م
  4. أوضاع فلسطينيي 1948م داخل إسرائيل، 25 أكتوبر 2000م
- برنامج لقاء اليوم:
  1. عزمي بشارة.. العلاقات العربية العربية، 27 مارس 2009م
  2. عزمي بشارة.. مستقبل المنطقة العربية، 7 يناير 2007م
  3. عزمي بشارة.. الإصلاح في العالم العربي، 14 يونيو 2004م
  4. عزمي بشارة.. التعامل السياسي الأميركي مع عرفات، 16 أكتوبر 2003م
  5. عزمي بشارة.. ترشحه لرئاسة الوزراء، 1 سبتمبر 1999م
- برنامج في العمق:
- في العمق، مآلات التغيير في العالم العربي
- دروس العدوان على غزة 2014
- في العمق، عزمي بشارة، واقع الأمن القومي العربي
- ذكرى الوحدة المصرية السورية، مارس 2010

### محاضراته
- في ذكرى رحيل جمال عبد الناصر، سخنين، فلسطين
- السياقات التاريخية لنشوء العلمانية، تونس
- المثقف والثورة، عزمي بشارة، محاضرة في منتدى العلاقات الدولية، قطر
- المجتمع المدني، عزمي بشارة
- محاضرة حول مفهوم المجتمع المدني، عزمي بشارة
- محاضرة عزمي بشارة في جامعة القاهرة، مصر

### مقالاته
- مقالات عزمي بشارة في صحيفة العربي الجديد
- مقالات عزمي بشارة في صحيفة الشروق المصرية
- أرشيف مقالات عزمي بشارة منذ العام 1997
- مقالات عزمي بشارة في الجزيرة نت